# 4903-as mellékút (Magyarország)
A 4903-as mellékút egy bő 17 kilométeres hosszúságú, négy számjegyű mellékút Szabolcs-Szatmár-Bereg vármegye és Hajdú-Bihar vármegye határvidékén, Nyíradonyt köti össze Nyírbéltek központjával.

## Nyomvonala
Nyíradony központjának keleti részén ágazik ki a 4904-es útból, annak a 800-as méterszelvényénél, kelet-északkelet felé. Rövid belterületi szakasza a Táncsics Mihály utca nevet viseli, de alig több mint fél kilométer után már külterületek közé ér. 5,3 kilométer után lép át a következő település, Nyírlugos határai közé, a város első házait a 9. kilométere után éri el, a Debreceni út nevet felvéve. A 10. kilométere után, alig pár száz méter eltéréssel két körforgalmú csomóponton is áthalad (a kettő között már a Fő utca nevet viselve): az elsőben a 4914-es út torkollik bele északról, Nyírmihálydi felől, a másodikban pedig a 4905-ös, délről, Nyíracsád-Vámospércs irányából. E második körforgalomból Bélteki út néven lép ki, északkeleti irányban, de még a belterületen újra keletebbnek fordul, így lép ki a településről 11,4 kilométer után. 13,7 kilométer megtételét követően szeli át az út Nyírbéltek határát, a lakott területre a Kossuth Lajos utca nevet felvéve lép be, a 16. kilométere közelében. A település központjában ér véget, beletorkollva a 4906-os útba, annak a 15+100-as kilométerszelvénye közelében.
Teljes hossza, az országos közutak térképes nyilvántartását szolgáló kira.kozut.hu adatbázisa szerint 17,127 kilométer.

## Története
A Kartográfiai Vállalat 1990-ben megjelentetett Magyarország autóatlasza a teljes szakaszát kiépített, portalanított útként tünteti fel.

## Települések az út mentén
- Nyíradony
- Nyírlugos
- Nyírbéltek